# Simca 1100

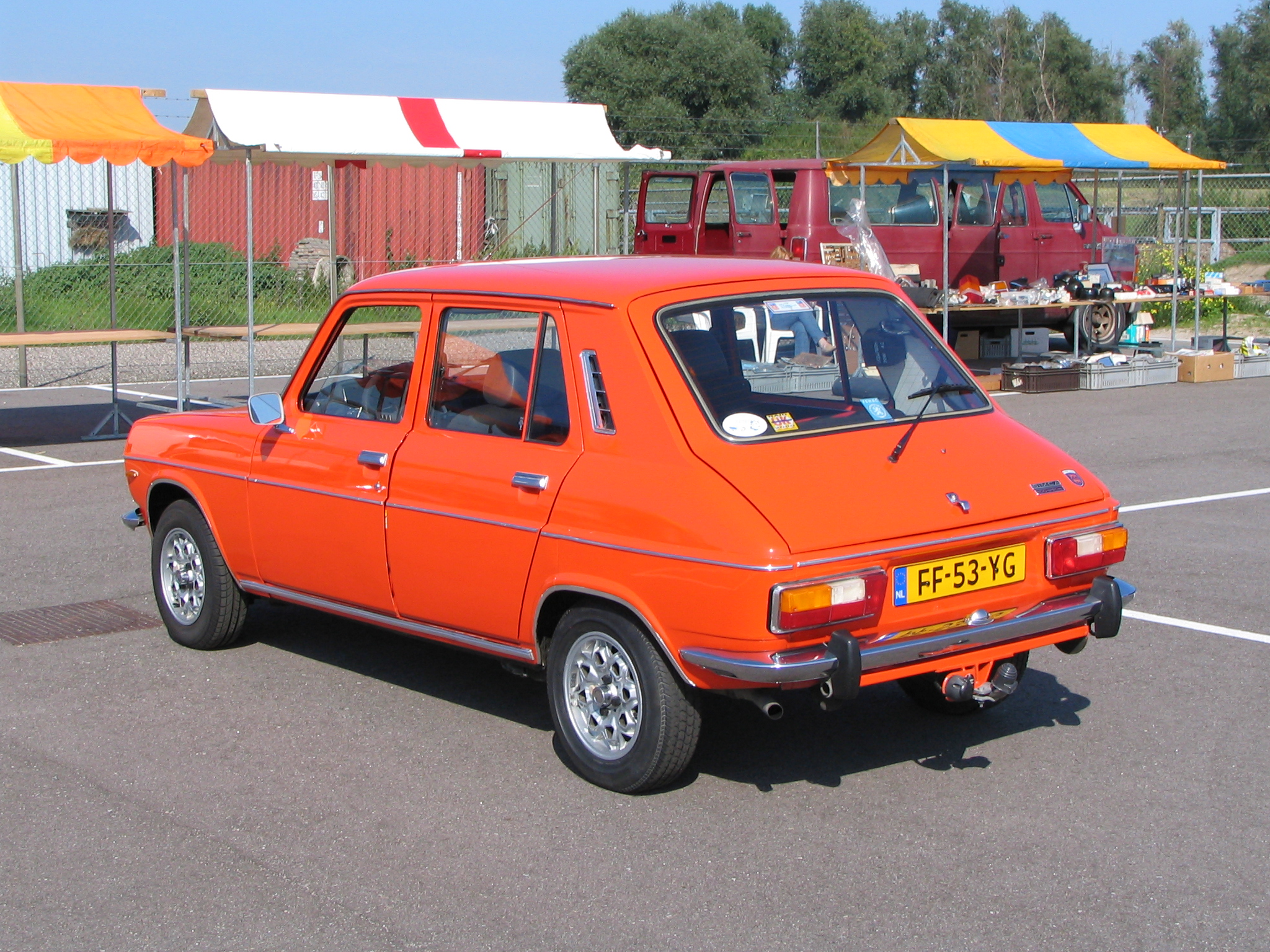
Simca 1100 Special

De Simca 1100 was een model van de Franse autofabrikant Simca, onderdeel van Chrysler Europe (na 1978 PSA). In totaal werden er meer dan twee miljoen exemplaren van geproduceerd tussen 1967 en 1985.
De Simca 1100 was als drie- of vijfdeurs hatchback, als stationwagen, pick-up en bestelwagen leverbaar. De auto was uitgerust met voorwielaandrijving, een dwarsgeplaatste motor voorin en rondom onafhankelijke wielophanging met torsiestaafvering. De motorinhoud was 944, 1118, 1204 of 1294 cc, afhankelijk van de specifieke uitvoering en markt. Door de invloed van de Amerikaanse eigenaar van Simca, Chrysler, was de oorspronkelijke motor al geschikt voor loodvrije benzine. Er werd ook een model voor de Amerikaanse markt gemaakt, de Simca 1204, met een tot 1204 cc vergrote versie van de 1118cc-motor, wat overigens geen verkoopsucces werd. Het interieur van de hatchback bood plaats aan vijf personen en de auto was vooral populair als goedkope gezinsauto. Ze werd in de Lage Landen goed verkocht en beheerste het straatbeeld net zoals de Citroën 2CV en Renault 4.
In 1977 werd de opvolger van de Simca 1100 gepresenteerd: de Horizon. De Simca 1100 ging vanwege de overname van Simca door PSA vanaf 1979 Talbot Simca 1100 heten. Hij ging in 1981 uit productie. De bestelwagenversie (VF2), die onder andere bij de Nederlandse PTT erg populair was, bleef tot april 1985 in productie.
Inmiddels is de 1100, net als vrijwel alle auto's uit het "goedkope" segment uit de jaren zeventig, uit het straatbeeld verdwenen. Er werd door Simca (en ook door vele andere automerken destijds) nauwelijks aan roestbescherming gedaan, waardoor de gemiddelde levensduur net boven de tien jaar uitkwam. Daarnaast gaf de synchromesh van de versnellingsbak het snel op. Door de gebrekkige olietoevoer naar de klepstoters klonk de motor "als een bak met spijkers", maar hij ging desondanks lang mee.
Op basis van de Simca 1100 heeft Matra Automobile een tweetal modellen gemaakt:
- Op basis van een aantal Simca 1100 TI onderdelen zoals motor (1294 cc), voorwielophanging, stuurhuis en reminstallatie werd van 1973 tot 1980 de Matra Bagheera gebouwd. De tussen 1980 en 1983 geproduceerde opvolger, Matra Murena, gebruikte hetzelfde stuurhuis en voorwielophanging, terwijl de motor op het 1.6-model een vergrote versie van de Simca 1100-motor was.
- Op basis van de Simca 1100 Fourgonnette werd tussen 1977 en 1984 de Matra Rancho gebouwd.

## Uitvoeringen
- LX (1974)
- LE
- LS
- Special
- GLS
- GLX
- ES
- S
- TI
- Fourgonnette